# Серезоль, Поль
Поль Серезо́ль (фр. Paul Ceresole; 16 ноября 1832 года, Фридрихсдорф, Гессен — 7 января 1905 года, Лозанна, кантон Во, Швейцария) — швейцарский политик, президент. Член Радикально-демократической партии.

## Биография
Поль Серезоль родился во Фридрихсдорфе в семье пастора. После окончания школы, изучал право в академии Лозанны. Его политическая карьера началась в 1859 году с избрания в Совет Веве. В 1862 году он избран в кантональный совет Во. В Федеральный совет избран после смерти Виктора Руффи.
- 1 января — 31 декабря 1864 — президент Кантонального совета Во.
- 1 февраля 1870 — 21 декабря 1875 — член Федерального совета Швейцарии.
- 1 января 1870 — 31 декабря 1871 — начальник департамента (министр) финансов.
- 1 января — 31 декабря 1872 — вице-президент Швейцарии, начальник военного департамента.
- 1 января — 31 декабря 1873 — президент Швейцарии, начальник политического департамента (министр иностранных дел).
- 1 января 1874 — 31 декабря 1875 — начальник департамента юстиции и полиции.

В начале 1876 года Серезоль стал директором железнодорожной компании «Compagnie Simplon» со штаб-квартирой в Лозанне. Компания вела переговоры с французским министром Леоном Гамбеттой о прокладке Симплонского туннеля, но когда они в 1886 году прекратились, Серезоль ушёл в отставку. После этого он работал адвокатом, затем командовал армейским корпусом.